# Chất ức chế neuraminidase
Chất ức chế neuraminidase là một loại thuốc kháng virus có cơ chế tác động dựa trên việc ức chế chức năng protein neuraminidase của virus. Cùng với các adamantane (amantadine và rimantadine), các chất ức chế neuraminidase (zanamivir [Relenza®] và oseltamivir [Tamiflu®]) được sử dụng trong điều trị và dự phòng nhiễm cúm.
Chất ức chế neuraminidase can thiệp vào quá trình giải phóng virus khỏi tế bào vật chủ bị nhiễm, từ đó ngăn cản virus nhiễm vào tế bào vật chủ mới và kìm hãm sự lây nhiễm bên trong đường hô hấp. Vì virus sinh sản đạt đỉnh cao vào khoảng 24 đến 72 giờ sau khi bệnh khởi phát, các thuốc như thuốc ức chế neuraminidase cần được sử dụng vào càng sớm càng tốt. Không như các adamantane, các chất ức chế neuraminidase có độc tính thấp và khả năng thúc đẩy sự phát triển influenza kháng thuốc cũng thấp. Chất ức chế neuraminidase cũng có hiệu quả chống lại các phân nhóm neuraminidase, và nhờ đó, chống lại các chủng influenza A và B. Đây là điểm quan trọng trong vấn đề dịch tễ và ưu thế so với các adamantane vốn chỉ hiệu quả với các chủng influenza A nhạy cảm.

## Cơ chế tác dụng
Virus cúm có 2 glycoprotein bề mặt, một hemagglutinin và một neuraminidase, cũng là kháng nguyên định chủng virus. Các phân tử này thay đổi theo thời gian giúp cho virus tránh được đáp ứng miễn dịch của con người và vì vậy vaccine phòng cúm cần phải được điều chế lại mỗi năm. Hemagglutinin là phân tử gắn vào thụ thể sialic acid, điều hoà sự xâm nhập của virus vào tế bào đích. Các virion mới được hình thành bằng cách nảy chồi trên bề mặt tế bào. Neuraminidase cắt gốc sialic acid tận cùng khỏi bán đơn vị carbohydrate trên bề mặt tế bào ký chủ và vỏ virus, từ đó thúc đẩy phóng thích virus mới ra khỏi tế bào bị nhiễm. Nếu không có neuraminidase, virus chỉ nhân đôi giới hạn trong một chu kỳ, và hiếm khi đủ số lượng để gây bệnh. Neuraminidase cũng có thể hỗ trợ virus xâm nhập vào đường hô hấp  trên bằng cách cắt các bán đơn vị sialic acid của lớp nhày bao phủ tế bào đường dẫn khí.
Các chất ức chế neuraminidase có cấu trúc tương tự với sialic acid. Cơ chế tác động của chúng là ức chế vị trí hoạt động của neuraminidase và để nguyên không cắt gốc sialic acid trên bề mặt tế bào vật chủ và vỏ virus cúm. Hemagglutinin virus gắn vào gốc sialic acid không bị cắt đó; kết quả là virus bị kết tập trên bề mặt tế bào vật chủ, làm giảm số lượng virus được phóng thích có thể lây nhiễm sang tế bào khác.
Khả năng ức chế neuraminidase cúm của các chất tương tự sialic acid được nhận biết lần đầu tiên vào thập kỷ 1970, tuy nhiên việc thiết kế các chất ức chế có hiệu lực cao chỉ trở nên khả thi khi biết được vị trí và cấu trúc điểm xúc tác thông qua phân tích cấu trúc ba chiều của neuraminidase cúm. Chất ức chế có hiệu lực cao như zanamivir bắt chước sát với cơ chất tự nhiên, lắp vừa vặn vào túi tại vị trí hoạt động và đạt được hiệu quả được mong muốn nhất. Zanamivir được dùng bằng cách hít, đưa thuốc trực tiếp vào đường hô hấp. Oseltamivir được phát  triển bằng cách thay đổi bộ khung tương tự sialic acid (trong đó thêm vào một chuỗi bên ưa lipid) cho phép dùng thuốc bằng đường uống.